# Постоянная ссылка
Постоянная ссылка (англ. permalink) используется для ссылки на конкретное сообщение в блоге или на форуме, на анкету пользователя в социальной сети. Обычная ссылка иногда содержит много служебной информации (номер сессии, текущий раздел сайта и т. п.).
Постоянная ссылка более лаконична, удобна для восприятия и содержит только информацию для перехода к нужной странице.
Пример: http://ru.wikipedia.org/w/index.php?title=Постоянная_ссылка&oldid=16174923 — постоянная ссылка на первую версию этой статьи.